# Микола Данченко
Микола Данченко (Дехніч-Данченко) — український військовик, повстанський отаман, учасник Української революції.

## Біографія
Восени 1917 року — виборний командир 25-го Туркестанського стрілецького полку. Сприяє українізації російських частин, в яких переважали українці, зокрема Полку ім. Костя Гордієнка, який виокремився з 3-го Сибірського корпусу російської армії, де налічувалось близько 3,5 тис., етнічних українців.
З початку  березня 1918 року — ад'ютант коменданта Києва.
У листопаді — грудні 1918 року — начальник 2-ї Дніпровської Повстанчої дивізії військ Директорії.
Після її розформування — начальник штабу Окремої Дніпровської дивізії  Дієвої армії УНР.
З 22 січня 1919 року, після того, як був арештований Петро Болбачан та захворів на тиф Омелян Волох, став в.о. командувача Запорізького корпусу Дієвої армії УНР. Обіймав цю посаду до 18 березня 1919 року.
З 21 березня 1919 року — член так званої  революційної ради у  Вапнярці, після провалу заколоту зник.
1 грудня 1919 року призначений Симоном Петлюрою отаманом повстанських військ на Волині. Невдовзі разом із Омеляном Волохом та Юхимом Божком проголосили у Любарі створення Волинської Революційної Ради, яка стояла на прорадянських позиціях.
1 січня 1920 року покинув загін отамана Волоха. Подальша доля невідома (за деякими даними, загинув при спробі втечі із загону Волоха).